# Франсіс Ле
Франсіс Ле (часто подається як Френсіс Лей, фр. Francis Lai, 26 квітня 1932, Ніцца, Франція — 7 листопада 2018) — французький композитор і акордеоніст.

## Біографія
Музичну кар'єру починав як акомпаніатор естрадних співаків, у тому числі Едіт Піаф.
Став відомим на початку 1960-х років як кінокомпозитор. З 60 написаних Леєм саундтреків найпопулярнішою є музика до фільмів «Чоловік і жінка» (номінувався на премію «Золотий глобус» за найкращу музику, 1967), «Жити, щоб жити» (1967, фр. Vivre pour vivre), «Пасажир дощу», «Історія кохання» тощо.
Довго і плідно співпрацював з режисером Клодом Лелушем.
Склав безліч пісень для Едіт Піаф, Жульєт Греко, Іва Монтана, Мірей Матьє, Джонні Холлідея. Ці пісні виконували також Том Джонс, Френк Сінатра і Елла Фітцджеральд.
Деякі зі своїх пісень (Sur notre étoile, La Rose Bleue, обидві 1974) виконав сам.